# Yamaha DX7

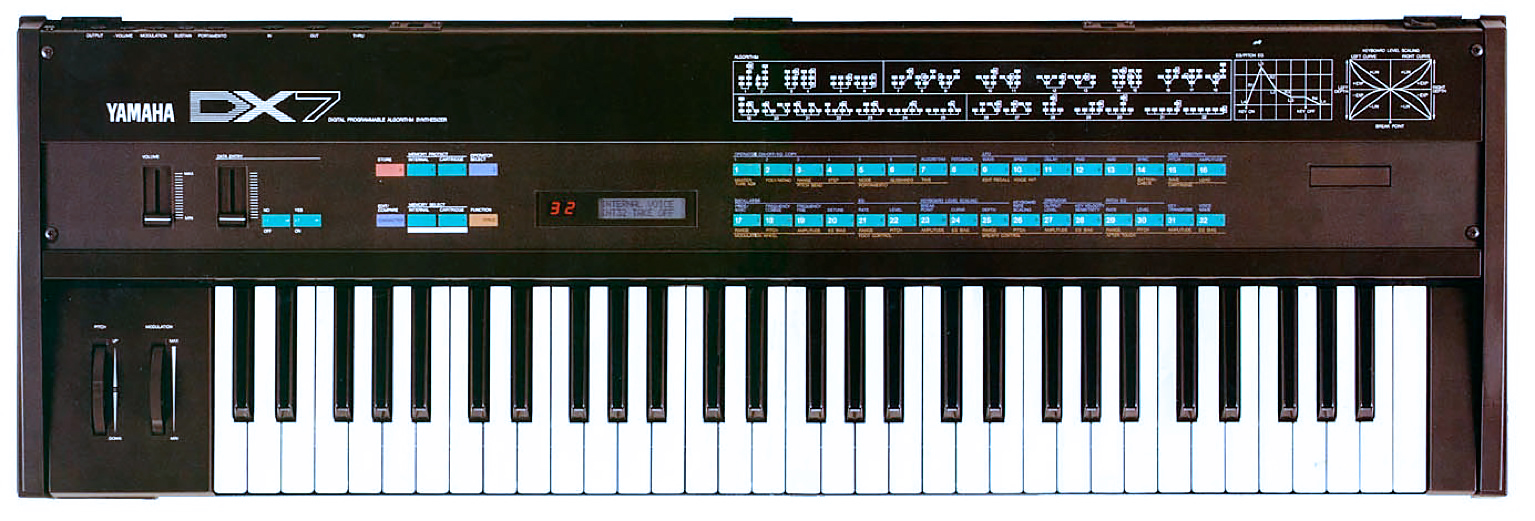
Yamaha DX7.

Yamaha DX7 är en synthesizer av Yamaha tillverkad mellan 1983 och 1986 baserad på FM-syntes. DX7 var den första kommersiellt framgångsrika digitala synten och dess ljud kan höras i mycket popmusik från 1980-talet.
DX7 är välkänd för sitt digitalpianoljud, klockor och andra metalliska ljud. Det faktum att de flesta av dess föregångare varit analogsyntar med en helt annan syntesmetod gjorde att DX7 kunde bana väg för en helt ny värld av klanger, och 1980-talets alltmer elektroniska musik drog nytta av detta.
Yamaha SY77 är en vidareutveckling där också en sampleplayer ingår.

## Övrigt
Produkten "berappades" 1995 av den svenska hiphopgruppen Just D i låten "87-87" på albumet "Plast". Låten handlar om 1980-talet.